# Gentilés de France A
Pour un article plus général, voir Gentilés de France.
Gentilés des communes françaises par ordre alphabétique
- A
- B
- C
- D
- E
- F
- G
- H
- I
- J
- K
- L
- M
- N
- O
- P
- Q
- R
- S
- T
- U
- V
- W
- X
- Y
- Z

- Aast : première commune française dans l'ordre alphabétique, située dans le département des Pyrénées-Atlantiques et la région Nouvelle-Aquitaine : Aastais
- Abbaretz : Abbarois
- Abbeville : Abbevillois
- Les Abymes : Abymiens
- Adon : Adonnais
- Agde : Agathois
- Agen : Agenais
- Aigrefeuille-sur-Maine : Aigrefeuillais
- Aillant-sur-Milleron : Aillantais
- Aire-sur-l'Adour : Aturins
- Aix (homonymie)
  - Aix-en-Provence : Aixois ou Aquisextains
  - Aix-les-Bains : Aixois
- Aizenay : Agésinates
- L'Ajoupa-Bouillon : Ajoupa-Bouillonais
- Albertville : Albertvillois
- Albi : Albigeois
- Alençon : Alençonnais
- Alfortville : Alfortvillais
- Allainville-en-Beauce : Allainvillois
- Allauch : Allaudiens
- Allevard : Allevardins
- Amiens : Amiénois
- Amilly : Amillois
- Andlau : Andlavien
- Anetz : Anetziens
- Ancenis : Anceniens
- Andonville : Andonvillois
- Angers : Angevins (même gentilé que pour l'Anjou)
- Anglure : Angluriots et Angluriotes
- Angoisse (Dordogne) : Angoissais et Angoissaises
- Angoulême : Angoumoisins
- Annecy : Anneciens
- Anse-Bertrand : Ansois
- Les Anses-d'Arlet : Arlésien
- Antony : Antoniens
- Araules : Araulais
- Ardon : Ardonais
- Arles : Arlésiens
- Arpajon : Arpajonais
- Arras : Arrageois
- Arromanches : Arromanchais
- Artenay : Artenaysiens
- Arthon-en-Retz : Arthonnais
- Aschères-le-Marché : Aschérois
- Ascoux : Asculfussiens
- Asnières (homonymie) : Asniérois
- Assérac : Asseracais ou Asséracois
- Athis-Mons : Athégiens
- Aubenas (Ardèche): Albenassien (prononcé "albeunassien")
- Aubervilliers : Albertivillarien, Albertivillarienne'**
- Aubergenville (Yvelines) : Aubergenvillois
- Auby : Aubygeois
- Auch : Auscitains
- Auchy-les-Mines : Alciaquois
- Audeville : Audevillois
- Augerville-la-Rivière : Augervillois
- Aulnay-la-Rivière : Alnetais
- Aulnay-sous-Bois, Aulnoye-Aymeries : Aulnaysiens et Aulnésien
- Aurillac : Aurillacois
- Autruche (Ardennes) : Autruchois ou Autruchiens, les habitants ne sont pas d'accord
- Autruy-sur-Juine : Altraciens
- Autry-le-Châtel : Castelautryens
- Auvilliers-en-Gâtinais : Auvillois
- Auxerre : Auxerrois
- Avessac : Avessacais
- Avignon : Avignonnais
- Avoine : Avoinais et Avoinaises
- Avranches : Avranchinais
- Aÿ : Agéens

## Pour approfondir